# Mittlere Stör, Bramau und Bünzau
Mittlere Stör, Bramau und Bünzau este o arie protejată (arie specială de conservare — SAC, sit de importanță comunitară — SCI) din Germania întinsă pe o suprafață de 211 ha, integral pe uscat.

## Localizare
Centrul sitului Mittlere Stör, Bramau und Bünzau este situat la coordonatele 53°59′18″N 9°46′20″E / 53.9883°N 9.7722°E.

## Înființare
Situl Mittlere Stör, Bramau und Bünzau a fost declarat sit de importanță comunitară în septembrie 2004 pentru a proteja 5 specii de animale. Situl a fost protejat și ca arie specială de conservare în ianuarie 2010.

## Biodiversitate
Situată în ecoregiunea atlantică, aria protejată conține 3 habitate naturale: Cursuri de apă de la nivel de câmpie la nivel montan, cu vegetație Ranunculion fluitantis și Callitricho-Batrachion, Păduri acidofile de stejar bătrân cu Quercus robur pe câmpii nisipoase, Păduri aluvionare cu Alnus glutinosa și Fraxinus excelsior (Alno-Padion, Alnion incanae, Salicion albae).
La baza desemnării sitului se află mai multe specii protejate:
- mamifere (1): vidră de râu (Lutra lutra)
- pești (4): avat (Aspius aspius), Lampetra fluviatilis, cicar (Lampetra planeri), Petromyzon marinus

Pe lângă speciile protejate, pe teritoriul sitului au mai fost identificate 6 specii de mamifere.